# Sylhet Sadar
Kanaighat (en bengali : সিলেট সদর) est une upazila du Bangladesh dans le district de Sylhet. En 1991, on y dénombrait 554 412 habitants.